# Elionor de Castella i de Manuel

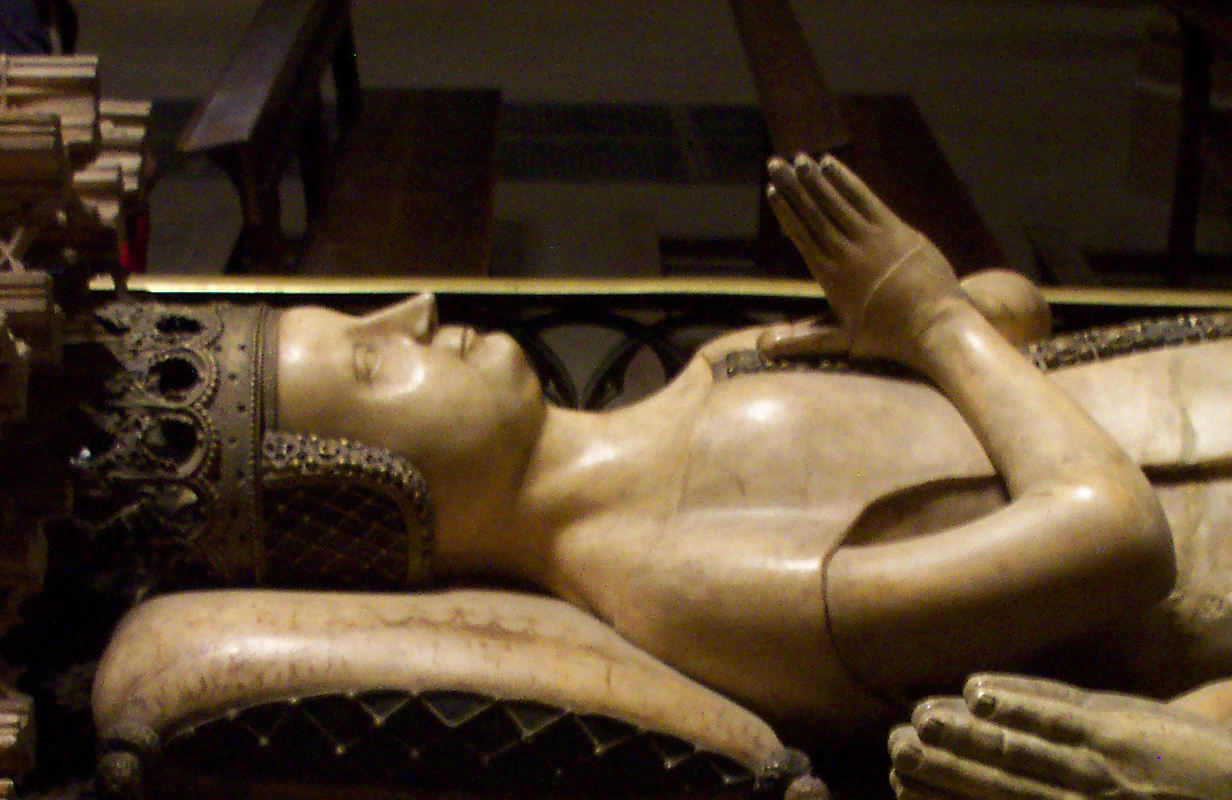
Escultura d'Elionor de Castella i de Manuel, del seu sepulcre a la catedral de Pamplona

Elionor de Castella i de Manuel (?, 1350 - Pamplona, 1415). Infanta de Castella, regna consort de Navarra, des de 1403, i filla d'Enric II de Castella i de Joana Manuel.
A la mort del seu pare va heretar un important senyoriu entre Roa i Sepúlveda, el que li va proporcionar un important poder. Va fracassar un pla per casar-se amb Ferran I de Portugal el 1371, i el 1373 va ser promesa al futur Carles III de Navarra. Es van casar el 27 de maig de 1375 però fins al 1387 no es van traslladar a Navarra.
La relació entre Castella i Navarra no era fàcil tot i l'aparent concòrdia entre els dos regnes. Per una banda, el regne de Navarra era «amic» d'Anglaterra. Per una altra, el regne de Castella mantenia bones relacions amb França. Però França i Anglaterra estan en guerra. Malgrat aquesta situació, Carles II de Navarra decideix enviar a París el seu fill, que només tenia disset anys. A França, l'infant de Navarra va ser fet presoner —dos companys seus d'aquell viatge van patir turment i la mort. Comença una guerra entre Castella i Navarra que s'allarga fins al març 1379, quan se signa la pau de Briones. En morir poc després el pare de doña Elionor, el germà d'ella és coronat rei com a Joan I. Mentrestant l'infant de Navarra segueix presoner a França. Les súpliques d'intercessió a Joan I per part de doña Elionor i la mort de Carles V de França fan possible que el seu marit sigui alliberat el 1380, després de cinc anys de captiveri.
Després que don Carles anés en pelegrinatge a Santiago de Composteŀla, no va poder quedar-se gaire temps a Castella amb la seva esposa perquè el seu pare el va reclamar a Navarra. Els anys següents ell viatja sovint a Castella, on neixen els seus quatre primers fills, tot noies, dues de les quals —Blanca i Beatriz— són bessones.
El 1387 mor el rei de Navarra i l'espòs de doña Elionor esdevé rei, com a Carles II i uns mesos més tard ella va també a Navarra.
Al febrer de 1388 ella va caure malalta i els metges que la tracten, en veure el seu abatiment i tristesa aconsellen que torni a Castella, el lloc on havia viscut gairebé sempre. Hi va i porta amb ella les seves filles i, tot i les peticions de Carles II perquè torni a Navarra, ella s'hi nega. Aquesta petició arriba a fer-se oficial quan Carles II envia dos capellans de la seva cort per tractar l'assumpte amb el germà de doña Elionor, Joan I. Aleshores ella explica al germà quina és la causa que no hagi volgut tornar a Navarra. Segons la crònica de Joan I, ella li diu que estima al seu espòs, però que a Navarra no s'ha sentit tractada com caldria i van negar-li fins i tot una renda insuficient, de manera que ella va haver de vendre una apart de les seves joies. A més, té la sospita que les herbes amb què va tractar-la el metge jueu del seu marit podrien haver estat un verí. La crònica de Joan I transcriu així les paraules d'ella:
| « | E señor, yo non digo nin creo que estas yerbas fuesen dadas a mí por mandamiento del Rey mi señor e mi marido, nin Dios quiera que yo tal pensase; mas so querellosa por quanto él non fizo toda su diligencia en saber qué obra fué aquella, pues yo me querellaba de aquel judío su físico. […] después que yo ví que mi enfermedad era tal que la muerte se me llegaba, pedile por merced que me dexase venir a vos [...]. E agora, señor, estó aquí en el vuestro Regno, en la vuestra casa, en la vuestra merced | » |

Finalment, el 1395 torna a Navarra, i ja no se'n va anar.
Va ser coronada a Pamplona el 1403, i després va participar en el govern en absència del seu espòs, que després que ella fos coronada va marxar a França fins a la primavera de 1406. El rei torna marxar a França el 1408 i, trobant-se la reina Elionor a Castella, i en la seva absència és la seva filla doña Joana, hereva del tro, qui fa de regenta. La reina torna a Navarra el 1409 i té al seu càrrec la regència fins a la tornada del rei, el 1412. L'actitud de la cort i el poble de Navarra envers la reina havia canviat molt i admiraven la manera com havia estat al front de la cort i les atencions que tenia amb les persones de la cort, fins i tot els fills bastards del rei.
La reina Elionor de Navarra va morir a Olite el 27 de febrer de 1416 (alguns autors fixaven el 1415 com a any de la mort). Va ser sepultada el 1r de març en un sepulcre a la catedral de Pamplona, on el dia 5 de març se'n va celebrar un solemne funeral.

## Descendència

Escut d'armes de Elionor de Castella, reina consort de Navarra

Elionor de Castella i de Manuel i Carles III, el Noble, de Navarra van tenir set fills; els quatre primers —noies— van néixer quan la parella vivia a Castella. La primogènita, Joana, va ser duta a Navarra, amb el pare, el 1390. Atès que, fins aleshores, ella era l'hereva del tro de Navarra, la seva presència a la cort navarresa es considerava necessària.
- Joana de Navarra i de Castella (1382 - juliol 1413), casada amb Joan I de Foix.
- Blanca I de Navarra (1385 - Santa María la Real de Nieva, 3 d'abril de 1441), successora del seu pare com a reina de Navarra i casada el 1401 amb Martí II de Sicília i el 1419 amb Joan II d'Aragó.
- María (1388 - 1406).[2]
- Margarida (1390 - 1403/25),
- Beatriu (1392 - 1415), casada amb Jaume II de Borbó,
- Elisabet (1395 - després del 31 d'agost de 1435), casada amb Joan IV d'Armagnac.
- Carles (Pamplona, 30 de juny de 1397 - 12 d'agost de 1402), príncep de Viana.
- Lluís (Olite, 20 de desembre de1399 - 14 d'octubre de 1400)[2]